# ユムシ動物
ユムシ動物（ユムシどうぶつ、学名：Echiura）は、海産の無脊椎動物の群である。細長い体で穴に潜って生活している。かつては一つの門をなすと考えられていたが、2018年現在は環形動物門の一部とみなされている（詳細は環形動物を参照）。
ユムシ動物は、いわゆる蠕虫的な動物の一群である。すべて海産で、潮間帯から深海まで分布する。吻を持つものもあるが、それ以外には頭部や触角、触手や疣足等の体外の付属物を持たない。数cmから十数cmの中型の動物だが、最大のものは2m近くに達するものがある。一部は食用、あるいは釣り餌などに利用されるが、多くはほとんど人間と係わりなく暮らしている。おおよそはホシムシに似るが、ホシムシのような触手は持たない。
名前は日本固有種で古くから知られる種（ユムシ）の名によっている。

## 特徴

### 外部形態
円筒形で、のっぺりとした外観の動物で、頭部や体節などの区分はない。胴部の先端に口があり、その背中側面から吻が前に伸びる。吻はごく短いものもあれば、胴部より長く伸びるものもある。ボネリムシではその先端が二つに分かれる。吻は口の側の面が粘膜となっており、伸び縮みするが、ホシムシのように体内に引き込められることはなく、また種によってはたやすく自切する。この動物の吻は口前葉が起源とも言われる。
胴部には付属肢などはなく、わずかに口の後方や胴体の後端に剛毛（腹剛毛、尾剛毛）を持つものがある。

### 内部形態
体内のほとんどは大きな1つの体腔となっている。胴部先端の口から続く腸は体腔内で曲がりくねり、後端に開く肛門へ続いている。肛門直前の直腸には一対の肛門嚢が付属する。
多くのものが閉鎖血管系を持つ。主要な血管系は腹側と背側を縦走する。神経系は咽頭の回りを囲む囲咽頭神経索と腹側を縦に走る腹神経索がある。
腎管は胴体前方に通常1-4対、群によっては1-多数対まであり、腹面前方に並んで口を開く。これは生殖門として働く。生殖腺は普通胴体後部の腹側にある。

## 生殖と発生
雌雄異体で、多くは体外受精を行う。ただしボネリムシ類は非常に特殊で、性的二形の著しいものとしても有名である。この類では雄はいわゆる矮雄で、成長しても数mmにしかならず、雌の体内で寄生生活を行い、卵は体内受精する。
卵割は螺旋螺割で、トロコフォア幼生を生じる。その後に変態し、体が縦に伸びて繊毛を失い、底生生活に入る。ボネリムシ類では、雄は雌の体に付着して成体となる。この際、幼生が雌に接触するかどうかによって性決定が行われるとされる。

## 生態
活動性の低い底生動物で、海底の泥や砂、岩の隙間に住む。穴の中に住むものが多く、垂直やU字状などの穴を掘り、その周囲を体から分泌した粘液で固めるものもある。長い吻を持つものは、穴からその部分を出し、これを海底に伸ばしてその表面で繊毛粘液摂食を行う。餌はデトリタスや底質表面の有機物粒子であると考えられる。吻は時折り伸び縮みさせるので、海底にその跡を残すことがある。吻が短いものは、口から粘液の網を出し、これによって摂食を行うものも知られている。

## 人間との関係
一部の種が利用される。日本ではユムシが釣り餌として古くから使われ、また食用とされる例もある。ボネリムシ類は性決定の研究に利用された。

## 系統と分類
真体腔であること、トロコフォア幼生をもつことなどから環形動物との関連が古くから指摘されてきた。特に剛毛を持つことは多毛類との関連を想像させる。そのため、環形動物門の綱のひとつとされたこともある。しかし、体節制が存在しないこと、また発生の段階でも違いがあるとの指摘もあり、独立の門として扱われてきた。
近年の分子系統的研究は多毛類、特にイトゴカイ科に近縁であるという結果を支持している。またこの結果を反映し、ユムシ動物全体を環形動物の科のひとつ（Thalassematidae）として扱うこともある。
現在、世界で37属145種ほどが知られ、これを3目4科に分けるのが普通である。ボネリムシ科に属種が多く、深海からはさらに多くが発見されると想像されている。
- Echiuroinea キタユムシ目
  - Echiuridae キタユムシ科
    - Echurus キタユムシ属
    - Prashadus
    - Anelassorhynchus サビネミドリユムシ属
    - Arhynchite ドチクチユムシ属
    - Thalassema コゲミドリユムシ属
    - Lissomyema
    - Listrolobus タテジマユムシ属
    - Ochetostoma スジユムシ属 - スジユムシ
    - Ikedosoma ユメユムシ属

  - Bonellidae ボネリムシ科
    - Bonellia - ボネリムシ
    - Acanthobonellia - ミヤジマボネリムシ
    - Ikedella - トゲナシボネリムシ
    - Acanthohamingia オオトゲボネリムシ属　他22属
- Xenopneusta ユムシ目
  - Urechiidae ユムシ科
    - Urechis ユムシ属 - ユムシ
- Heteromyota サナダユムシ目
  - Ikedaidae サナダユムシ科
    - Ikeda サナダユムシ属 - サナダユムシ